# Consonante tenue
In linguistica, una consonante tenue (/ˈtɛnjuː.ɨs/) è una consonante occlusiva o affricata che è sorda, non aspirata e non glottalizzata. Ossia, ha una fonazione "semplice" come [p, t, ts, tʃ, k], con un tempo di attacco della sonorità vicino a zero, come nelle p, t, ch, k italiane. 
Nella trascrizione, le consonanti tenui normalmente non sono marcate esplicitamente, assumendo che le lettere sorde dell'alfabeto fonetico internazionale come [p, t, ts, tʃ, k] siano non aspirate se non diversamente indicato. Tuttavia, c'è un diacritico esplicito per una mancanza di aspirazione nelle estensioni dell'alfabeto fonetico internazionale, il segno di uguale soprascritto: [p˭, t˭, ts˭, tʃ˭, k˭].
Il termine tenue viene dal latino tenuis, che fu adottato nelle traduzioni della grammatica del greco antico, che distingueva tre serie di consonanti, le sonore β δ γ /b d ɡ/, le aspirate φ θ χ /pʰ tʰ kʰ/ e le tenui π τ κ /p˭ t˭ k˭/; queste serie hanno paralleli stretti in altre lingue indoeuropee, come l'armeno.